# Olenecamptus tessellatus
Olenecamptus tessellatus es una especie de escarabajo longicornio del género Olenecamptus, categorizada en la tribu Dorcaschematini, de la subfamilia Lamiinae. Fue descrita por Distant en 1898.

## Descripción
Mide 11-21 mm de longitud.

## Distribución
Se distribuye por Angola, Mozambique, República Democrática del Congo, República Sudafricana, Tanzania, Transvaal y Zimbabue.